# Lông thú

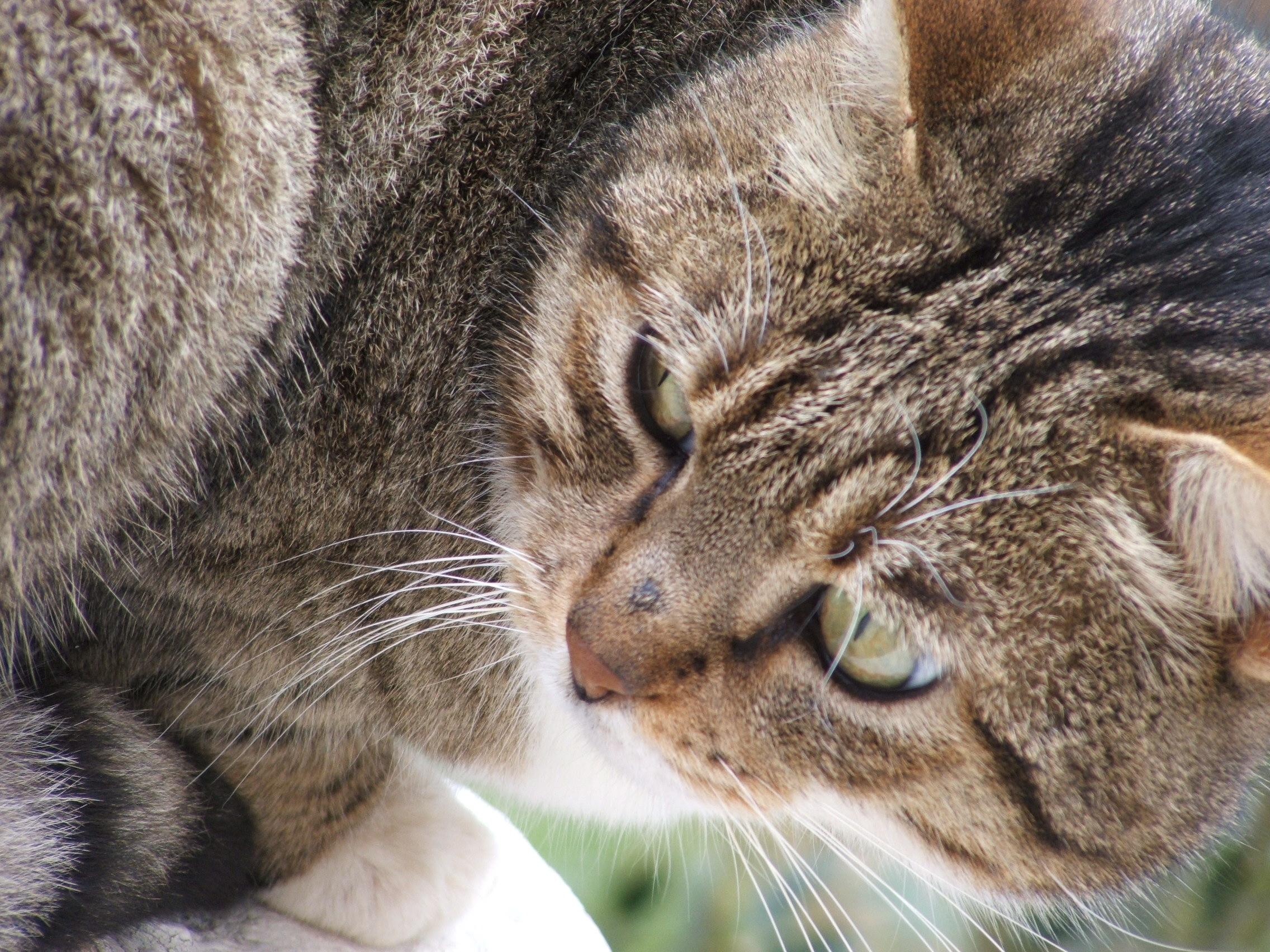
Lông thú

Lông thú dùng để chỉ lông của những loại động vật có vú không phải con người. Theo Statistics Canada, 2,6 triệu động vật có lông thú được nuôi dưỡng trên các nông trại bị giết năm 2010 và 700.000 con khác bị giết vì lông thú bằng bẫy.
Lông là một sự phát triển dày của lông bao phủ da của nhiều loài động vật, nó là một đặc điểm xác định của động vật có vú. Nó bao gồm một sự kết hợp của lông bảo vệ  trên đầu và lớp lông dày bên dưới. Lông bảo vệ giữ độ ẩm và lớp lông dưới hoạt động như một tấm chăn cách nhiệt giữ ấm cho động vật.
Lông của động vật có vú có nhiều công dụng: bảo vệ,  cảm giác, chống thấm nước và ngụy trang, với tác dụng chính là điều chỉnh nhiệt. Các loại lông có thể bị rụng sau khi đạt đến một độ dài nhất định; rung, đó là lông cảm giác và phổ biến nhất là râu ria;  Lông bảo vệ, lông dưới và gai, là một loại lông bảo vệ cứng được sử dụng để phòng thủ, ví dụ, nhím; lông, là những sợi lông dài thường được sử dụng trong các tín hiệu thị giác, chẳng hạn như bờm của một con sư tử; Lông tơ, thường được gọi là "lông xù", cách nhiệt động vật có vú mới sinh; và len, dài, mềm và thường xoăn. Chiều dài lông không đáng kể trong điều chỉnh nhiệt, vì một số động vật có vú nhiệt đới, chẳng hạn như con lười, có chiều dài lông tương tự như một số động vật có vú ở Bắc cực nhưng ít cách nhiệt hơn; và ngược lại, các động vật có vú nhiệt đới khác có lông ngắn có giá trị cách điện tương tự như động vật có vú ở Bắc cực. Mật độ dày của lông có thể làm tăng giá trị cách nhiệt của động vật và động vật có vú ở Bắc cực đặc biệt có bộ lông dày đặc; ví dụ, bò xạ hương có những sợi lông bảo vệ có kích thước 30 cm (12 in) cũng như lớp lông dày đặc, tạo thành lớp lông kín khí, cho phép chúng tồn tại ở nhiệt độ −40 °C (−40 °F). Một số động vật có vú trên sa mạc, chẳng hạn như lạc đà, sử dụng bộ lông dày đặc để ngăn nhiệt mặt trời đến da của chúng, cho phép con vật được mát mẻ; lông của một con lạc đà có thể đạt tới 70 °C (158 °F) vào mùa hè, nhưng da vẫn giữ ở mức 40 °C (104 °F). Ngược lại, động vật có vú sống dưới nước, giữ không khí trong bộ lông của chúng để giữ nhiệt bằng cách giữ cho da khô.
Lớp lông của động vật có vú có màu khác nhau vì nhiều lý do, áp lực chọn lọc chính bao gồm ngụy trang, lựa chọn tình dục, giao tiếp và các quá trình sinh lý như điều chỉnh nhiệt độ. Ngụy trang là một ảnh hưởng mạnh mẽ trong một số lượng lớn động vật có vú, vì nó giúp che giấu các cá thể khỏi động vật ăn thịt hoặc con mồi. Tín hiệu xua đuổi, cảnh báo những kẻ săn mồi có thể là lời giải thích về bộ xương đen trắng của nhiều loài động vật có khả năng tự vệ, chẳng hạn như trong con chồn hôi hôi và con lửng mật ong mạnh mẽ và hung dữ. Ở các loài động vật có vú ở Bắc cực và cận nhiệt đới như cáo Bắc cực, thay đổi màu sắc theo mùa giữa mùa đông bằng cách ngụy trang. Sự khác biệt về màu lông của nam và nữ có thể chỉ ra mức độ dinh dưỡng và hormone, quan trọng trong việc lựa chọn bạn đời. Một số động vật có vú, đặc biệt là linh trưởng và thú có túi, có sắc thái của màu tím, xanh lá cây hoặc xanh da trời trên các bộ phận của cơ thể, cho thấy một số lợi thế khác biệt trong môi trường sống chủ yếu của chúng do sự tiến hóa hội tụ. Tuy nhiên, màu xanh của con lười là kết quả của mối quan hệ cộng sinh với tảo. Màu lông đôi khi là lưỡng hình giới tính, như trong nhiều loài linh trưởng. Màu lông có thể ảnh hưởng đến khả năng giữ nhiệt, tùy thuộc vào lượng ánh sáng được phản xạ. Động vật có vú có bộ lông sẫm màu hơn có thể hấp thụ nhiều nhiệt hơn từ bức xạ mặt trời, và giữ ấm hơn, và một số động vật có vú nhỏ hơn, như chuột đồng, có bộ lông sẫm màu hơn vào mùa đông. Bộ lông trắng, không màu của các động vật có vú ở Bắc cực, như gấu Bắc cực, có thể phản xạ nhiều bức xạ mặt trời trực tiếp lên da.